# Saint-André-de-Roquepertuis
Saint-André-de-Roquepertuis este o comună în departamentul Gard din sudul Franței. În 2009 avea o populație de 530 de locuitori.

## Evoluția populației
| An        | 1975 | 1982 | 1990 | 1999 | 2006 | 2009 |
| --------- | ---- | ---- | ---- | ---- | ---- | ---- |
| Populație | 288  | 273  | 361  | 397  | 495  | 530  |